# Haworthia pilosa
Haworthia pilosa är en grästrädsväxtart som beskrevs av M. Hayashi. Haworthia pilosa ingår i släktet Haworthia och familjen grästrädsväxter. Inga underarter finns listade i Catalogue of Life.